# 5989 Sorin
5989 Sorin eller 1976 QC1 är en asteroid i huvudbältet som upptäcktes den 26 augusti 1976 av den rysk-sovjetiske astronomen Nikolaj Tjernych vid Krims astrofysiska observatorium på Krim. Den har fått sitt namn efter Sergej Ivanovich Sorin.
Asteroiden har en diameter på ungefär 3 kilometer.